# Epitettix tumidus
Epitettix tumidus är en insektsart som beskrevs av Günther, K. 1938. Epitettix tumidus ingår i släktet Epitettix och familjen torngräshoppor. Inga underarter finns listade i Catalogue of Life.